# 北京地铁S1线
北京地铁S1线，工程名称为北京市中低速磁浮交通示范线，规划阶段曾称（市郊铁路）门头沟线、大台线，连接中国北京市石景山区苹果园站至门头沟区石厂站，是北京地铁的一条中低速磁悬浮轨道线，连接北京城区与门头沟区永定地区，于2017年12月30日投入运营。线路全长 10.2 km，共设8座车站，标识色为 Pantone 470C 。
2017年12月30日，除苹果园站之外其余7站通车，但在2018年12月30日之前，S1线處於脱网运行狀態，不能换乘其他任何线路。直至2018年12月30日，6号线西延段开通，金安桥站成为S1线与6号线的换乘站，S1线的脱网状态结束。

## 歷史
最初计划利用京门铁路开行市郊铁路S1线，由五路站到门头沟区门城镇。后改计划于京门铁路旁边新建中低速磁悬浮线路门头沟线。但由于担心受到磁悬浮的辐射和噪音危害，这条线路遭到了沿线居民的反对，虽然据测试，低速磁悬浮的噪声很小，而辐射强度小于电视机，因而线路西段建设并未受到影响，但东段由于运能不足被6号线西延取代 。
工程于2011年2月28日开工，但由于磁浮争议和审批等原因迟迟未能实质性动工。在2013年11月工程可行性研究报告获得北京市发改委批复（此前城市轨道交通审批权限由国家发改委下放至省级投资主管部门），并决定采用BT模式进行施工，由掌握中低速磁浮技术的北控集团进行线路以上的施工。
2017年9月20日，磁悬浮S1线按照正常运营模式进行空载试运行。12月30日，除苹果园站之外的7站通车实现脱网运行。2018年12月30日，伴随着6号线西延段的开通，S1线的脱网状态结束。
2021年7月21日零时，S1线金安桥站至苹果园站实现桥梁贯通。同年，为开展新建和既有区段信号系统贯通调试升级，S1线计划于9月18日-19日、9月25日-26日、10月9日-10日、10月16日-17日、10月23日-24日（均为周六日）共计10次提前收车。2021年12月31日首班车起，金安桥至苹果园段开通运营。

## 车站
| 苹果园                     | 0    | 0         | 1号线 6号线  | 石景山区 | 2021年12月31日 | 高架侧式站台 | 右侧 |
| 金安桥                     | 1419 | 1419      | 6号线 11号线 | 石景山区 | 2017年12月30日 | 高架侧式站台 | 右侧 |
| 四道桥                     | 4129 | 2710/2736 | 不適用       | 门头沟区 | 2017年12月30日 | 高架侧式站台 | 右侧 |
| 桥户营                     | 4963 | 860/834   | 不適用       | 门头沟区 | 2017年12月30日 | 高架侧式站台 | 右侧 |
| 上岸                       | 6028 | 1065      | 不適用       | 门头沟区 | 2017年12月30日 | 高架侧式站台 | 右侧 |
| 栗园庄                     | 7072 | 1044      | 不適用       | 门头沟区 | 2017年12月30日 | 高架侧式站台 | 右侧 |
| 小园                       | 8338 | 1266      | 不適用       | 门头沟区 | 2017年12月30日 | 高架侧式站台 | 右侧 |
| 石厂                       | 9635 | 1297      | 不適用       | 门头沟区 | 2017年12月30日 | 高架侧式站台 | 右侧 |
| 注释                       |      |           |              |          |                |              |      |
| 1 斜体标示的换乘尚未启用。 |      |           |              |          |                |              |      |

## 列车
本线使用“玲龙号”中低速磁浮列车，由中车唐山生产。列车采用六节全编组，最高速度 100 km/h，满载可搭乘1032人。